# Мароцке, Карл-Хайнц
Карл-Хайнц Мароцке (нем. Karl-Heinz Marotzke; 29 марта 1934 — 28 июля 2022) — немецкий футбольный тренер.

## Биография
Начинал свою тренерскую карьеру в 29 лет в клубе «Гамборн 07». Позднее он тренировал «Оснабрюк» и нидерландский клуб высшего дивизиона «Фортуна» (Ситтард).
В 1967 году Мороцке по ходу сезона занимал пост главного тренера в «Шальке 04». Затем специалист переехал работать в Африку. Там он возглавлял сборные Ганы, Нигерии (дважды) и Ботсваны.